# Tour de Suisse 2014
La 78e édition du Tour de Suisse s'est déroulée du 14 au 22 juin 2014. Il s'agit de la 17e épreuve de l'UCI World Tour 2014.
La course est remportée par le Portugais Rui Costa (Lampre-Merida) pour la troisième année consécutive. Il s'impose devant le Suisse Mathias Frank (IAM) et le Néerlandais Bauke Mollema (Belkin).
Au niveau des classements annexes, le Slovaque Peter Sagan (Cannondale) gagne le classement par points, l'Allemand Björn Thurau (Europcar) remporte celui de la montagne mais est déclassé pour dopage en 2021, le Suisse Mathias Frank (IAM) -grâce à sa seconde place au classement général- s'adjuge le prix du meilleur Suisse, alors que la formation néerlandaise (Belkin) termine en tête du classement par équipes.

## Présentation

### Parcours
Le parcours a été dévoilé le 30 octobre 2013.

### Équipes
L'organisateur a communiqué la liste des trois premières équipes invitées le 10 mars 2014,, avant d'en inviter une quatrième et dernière le 13 mai 2014,,. 22 équipes participent à ce Tour de Suisse - 18 ProTeams et 4 équipes continentales professionnelles :
| ProTeams (18)- AG2R La Mondiale - Astana - Belkin - BMC Racing Team - Cannondale - Team Europcar - FDJ.fr - Garmin-Sharp - Giant-Shimano - Katusha - Lampre-Merida - Lotto-Belisol - Movistar Team - Omega Pharma-Quick Step - Orica-GreenEDGE - Sky - Tinkoff-Saxo - Trek Factory Racing Équipes continentales professionnelles (4)- CCC Polsat Polkowice - Wanty-Groupe Gobert - IAM Cycling - MTN-Qhubeka |
| |

## Étapes
| Étape     | Date    | Villes étapes                | type                        | Distance (km) | Vainqueur d'étape | Leader du classement général |
| --------- | ------- | ---------------------------- | --------------------------- | ------------- | ----------------- | ---------------------------- |
| 1re étape | 14 juin | Bellinzone – Bellinzone      | contre-la-montre individuel | 9,4           | Tony Martin       | Tony Martin                  |
| 2e étape  | 15 juin | Bellinzone – Sarnen          | étape de montagne           | 181,9         | Cameron Meyer     | Tony Martin                  |
| 3e étape  | 16 juin | Sarnen – Heiden              | étape de moyenne montagne   | 202,9         | Peter Sagan       | Tony Martin                  |
| 4e étape  | 17 juin | Heiden – Ossingen            | étape de plaine             | 160,4         | Mark Cavendish    | Tony Martin                  |
| 5e étape  | 18 juin | Ossingen – Büren an der Aare | étape de plaine             | 183,6         | Sacha Modolo      | Tony Martin                  |
| 6e étape  | 19 juin | Büren an der Aare – Delémont | étape de moyenne montagne   | 183,5         | Matteo Trentin    | Tony Martin                  |
| 7e étape  | 20 juin | Worb – Worb                  | contre-la-montre individuel | 24,7          | Tony Martin       | Tony Martin                  |
| 8e étape  | 21 juin | Delémont – Verbier           | étape de montagne           | 219,1         | Esteban Chaves    | Tony Martin                  |
| 9e étape  | 22 juin | Martigny – Saas-Fee          | étape de montagne           | 156,5         | Rui Costa         | Rui Costa                    |

## Déroulement de la course

### 1reétape
| \| Classement de l'étape \| Classement de l'étape \| Classement de l'étape \| Classement de l'étape \| Classement de l'étape \| \| Coureur \| Coureur \| Pays \| Équipe \| Temps \| \| --------------------- \| --------------------- \| --------------------- \| ----------------------- \| --------------------- \| \| 1er \| Tony Martin \| Allemagne \| Omega Pharma-Quick Step \| 13 min 48 s \| \| 2e \| Tom Dumoulin \| Pays-Bas \| Giant-Shimano \| + 6 s \| \| 3e \| Rohan Dennis \| Australie \| Garmin-Sharp \| + 13 s \| \| 4e \| Fabian Cancellara \| Suisse \| Trek Factory Racing \| + 16 s \| \| 5e \| Domenico Pozzovivo \| Italie \| AG2R La Mondiale \| + 19 s \| \| 6e \| Peter Sagan \| Slovaquie \| Cannondale \| + 19 s \| \| 7e \| Bauke Mollema \| Pays-Bas \| Belkin \| + 22 s \| \| 8e \| Tom-Jelte Slagter \| Pays-Bas \| Garmin-Sharp \| + 23 s \| \| 9e \| Ion Izagirre \| Espagne \| Movistar Team \| + 27 s \| \| 10e \| Mattia Cattaneo \| Italie \| Lampre-Merida \| + 29 s \| |                    |           |                         |             |
| |                    |           |                         |             |
| |                    |           |                         |             |
| Classement de l'étape |                    |           |                         |             |
| Coureur | Coureur            | Pays      | Équipe                  | Temps       |
| 1er | Tony Martin        | Allemagne | Omega Pharma-Quick Step | 13 min 48 s |
| 2e | Tom Dumoulin       | Pays-Bas  | Giant-Shimano           | + 6 s       |
| 3e | Rohan Dennis       | Australie | Garmin-Sharp            | + 13 s      |
| 4e | Fabian Cancellara  | Suisse    | Trek Factory Racing     | + 16 s      |
| 5e | Domenico Pozzovivo | Italie    | AG2R La Mondiale        | + 19 s      |
| 6e | Peter Sagan        | Slovaquie | Cannondale              | + 19 s      |
| 7e | Bauke Mollema      | Pays-Bas  | Belkin                  | + 22 s      |
| 8e | Tom-Jelte Slagter  | Pays-Bas  | Garmin-Sharp            | + 23 s      |
| 9e | Ion Izagirre       | Espagne   | Movistar Team           | + 27 s      |
| 10e | Mattia Cattaneo    | Italie    | Lampre-Merida           | + 29 s      |

| \| Classement général \| Classement général \| Classement général \| Classement général \| Classement général \| \| Coureur \| Coureur \| Pays \| Équipe \| Temps \| \| ------------------ \| ------------------ \| ------------------ \| ----------------------- \| ------------------ \| \| 1er \| Tony Martin \| Allemagne \| Omega Pharma-Quick Step \| 13 min 48 s \| \| 2e \| Tom Dumoulin \| Pays-Bas \| Giant-Shimano \| + 6 s \| \| 3e \| Rohan Dennis \| Australie \| Garmin-Sharp \| + 13 s \| \| 4e \| Fabian Cancellara \| Suisse \| Trek Factory Racing \| + 16 s \| \| 5e \| Domenico Pozzovivo \| Italie \| AG2R La Mondiale \| + 19 s \| \| 6e \| Peter Sagan \| Slovaquie \| Cannondale \| + 19 s \| \| 7e \| Bauke Mollema \| Pays-Bas \| Belkin \| + 22 s \| \| 8e \| Tom-Jelte Slagter \| Pays-Bas \| Garmin-Sharp \| + 23 s \| \| 9e \| Ion Izagirre \| Espagne \| Movistar Team \| + 27 s \| \| 10e \| Mattia Cattaneo \| Italie \| Lampre-Merida \| + 29 s \| |                    |           |                         |             |
| |                    |           |                         |             |
| |                    |           |                         |             |
| Classement général |                    |           |                         |             |
| Coureur | Coureur            | Pays      | Équipe                  | Temps       |
| 1er | Tony Martin        | Allemagne | Omega Pharma-Quick Step | 13 min 48 s |
| 2e | Tom Dumoulin       | Pays-Bas  | Giant-Shimano           | + 6 s       |
| 3e | Rohan Dennis       | Australie | Garmin-Sharp            | + 13 s      |
| 4e | Fabian Cancellara  | Suisse    | Trek Factory Racing     | + 16 s      |
| 5e | Domenico Pozzovivo | Italie    | AG2R La Mondiale        | + 19 s      |
| 6e | Peter Sagan        | Slovaquie | Cannondale              | + 19 s      |
| 7e | Bauke Mollema      | Pays-Bas  | Belkin                  | + 22 s      |
| 8e | Tom-Jelte Slagter  | Pays-Bas  | Garmin-Sharp            | + 23 s      |
| 9e | Ion Izagirre       | Espagne   | Movistar Team           | + 27 s      |
| 10e | Mattia Cattaneo    | Italie    | Lampre-Merida           | + 29 s      |

### 2eétape
| \| Classement de l'étape \| Classement de l'étape \| Classement de l'étape \| Classement de l'étape \| Classement de l'étape \| \| Coureur \| Coureur \| Pays \| Équipe \| Temps \| \| --------------------- \| --------------------- \| --------------------- \| --------------------- \| --------------------- \| \| 1er \| Cameron Meyer \| Australie \| Orica-GreenEDGE \| 5 h 08 min 18 s \| \| 2e \| Philip Deignan \| Irlande \| Team Sky \| + 0 s \| \| 3e \| Lawrence Warbasse \| États-Unis \| BMC Racing Team \| + 0 s \| \| 4e \| Peter Sagan \| Slovaquie \| Cannondale \| + 14 s \| \| 5e \| Ben Swift \| Royaume-Uni \| Team Sky \| + 14 s \| \| 6e \| Silvan Dillier \| Suisse \| BMC Racing Team \| + 14 s \| \| 7e \| Koen de Kort \| Pays-Bas \| Giant-Shimano \| + 14 s \| \| 8e \| Nino Schurter \| Suisse \| \| + 14 s \| \| 9e \| Enrico Gasparotto \| Italie \| Astana \| + 14 s \| \| 10e \| Alexandr Kolobnev \| Russie \| Katusha \| + 14 s \| |                   |             |                 |                 |
| |                   |             |                 |                 |
| |                   |             |                 |                 |
| Classement de l'étape |                   |             |                 |                 |
| Coureur | Coureur           | Pays        | Équipe          | Temps           |
| 1er | Cameron Meyer     | Australie   | Orica-GreenEDGE | 5 h 08 min 18 s |
| 2e | Philip Deignan    | Irlande     | Team Sky        | + 0 s           |
| 3e | Lawrence Warbasse | États-Unis  | BMC Racing Team | + 0 s           |
| 4e | Peter Sagan       | Slovaquie   | Cannondale      | + 14 s          |
| 5e | Ben Swift         | Royaume-Uni | Team Sky        | + 14 s          |
| 6e | Silvan Dillier    | Suisse      | BMC Racing Team | + 14 s          |
| 7e | Koen de Kort      | Pays-Bas    | Giant-Shimano   | + 14 s          |
| 8e | Nino Schurter     | Suisse      |                 | + 14 s          |
| 9e | Enrico Gasparotto | Italie      | Astana          | + 14 s          |
| 10e | Alexandr Kolobnev | Russie      | Katusha         | + 14 s          |

| \| Classement général \| Classement général \| Classement général \| Classement général \| Classement général \| \| Coureur \| Coureur \| Pays \| Équipe \| Temps \| \| ------------------ \| ------------------ \| ------------------ \| ----------------------- \| ------------------ \| \| 1er \| Tony Martin \| Allemagne \| Omega Pharma-Quick Step \| 5 h 22 min 20 s \| \| 2e \| Tom Dumoulin \| Pays-Bas \| Giant-Shimano \| + 6 s \| \| 3e \| Rohan Dennis \| Australie \| Garmin-Sharp \| + 13 s \| \| 4e \| Peter Sagan \| Slovaquie \| Cannondale \| + 19 s \| \| 5e \| Bauke Mollema \| Pays-Bas \| Belkin \| + 22 s \| \| 6e \| Tom-Jelte Slagter \| Pays-Bas \| Garmin-Sharp \| + 23 s \| \| 7e \| Philip Deignan \| Irlande \| Team Sky \| + 27 s \| \| 8e \| Ion Izagirre \| Espagne \| Movistar Team \| + 27 s \| \| 9e \| Mattia Cattaneo \| Italie \| Lampre-Merida \| + 29 s \| \| 10e \| Peter Kennaugh \| Royaume-Uni \| Team Sky \| + 29 s \| |                   |             |                         |                 |
| |                   |             |                         |                 |
| |                   |             |                         |                 |
| Classement général |                   |             |                         |                 |
| Coureur | Coureur           | Pays        | Équipe                  | Temps           |
| 1er | Tony Martin       | Allemagne   | Omega Pharma-Quick Step | 5 h 22 min 20 s |
| 2e | Tom Dumoulin      | Pays-Bas    | Giant-Shimano           | + 6 s           |
| 3e | Rohan Dennis      | Australie   | Garmin-Sharp            | + 13 s          |
| 4e | Peter Sagan       | Slovaquie   | Cannondale              | + 19 s          |
| 5e | Bauke Mollema     | Pays-Bas    | Belkin                  | + 22 s          |
| 6e | Tom-Jelte Slagter | Pays-Bas    | Garmin-Sharp            | + 23 s          |
| 7e | Philip Deignan    | Irlande     | Team Sky                | + 27 s          |
| 8e | Ion Izagirre      | Espagne     | Movistar Team           | + 27 s          |
| 9e | Mattia Cattaneo   | Italie      | Lampre-Merida           | + 29 s          |
| 10e | Peter Kennaugh    | Royaume-Uni | Team Sky                | + 29 s          |

### 3eétape
| \| Classement de l'étape \| Classement de l'étape \| Classement de l'étape \| Classement de l'étape \| Classement de l'étape \| \| Coureur \| Coureur \| Pays \| Équipe \| Temps \| \| --------------------- \| --------------------- \| --------------------- \| --------------------- \| --------------------- \| \| 1er \| Peter Sagan \| Slovaquie \| Cannondale \| 5 h 22 min 09 s \| \| 2e \| Michael Albasini \| Suisse \| Orica-GreenEDGE \| + 0 s \| \| 3e \| Sergio Henao \| Colombie \| Team Sky \| + 0 s \| \| 4e \| Bauke Mollema \| Pays-Bas \| Belkin \| + 0 s \| \| 5e \| Cadel Evans \| Australie \| BMC Racing Team \| + 0 s \| \| 6e \| José Joaquín Rojas \| Espagne \| Movistar Team \| + 0 s \| \| 7e \| Rui Costa \| Portugal \| Lampre-Merida \| + 0 s \| \| 8e \| Thibaut Pinot \| France \| FDJ.fr \| + 0 s \| \| 9e \| Mathias Frank \| Suisse \| IAM Cycling \| + 0 s \| \| 10e \| Roman Kreuziger \| Tchéquie \| Tinkoff-Saxo \| + 0 s \| |                    |           |                 |                 |
| |                    |           |                 |                 |
| |                    |           |                 |                 |
| Classement de l'étape |                    |           |                 |                 |
| Coureur | Coureur            | Pays      | Équipe          | Temps           |
| 1er | Peter Sagan        | Slovaquie | Cannondale      | 5 h 22 min 09 s |
| 2e | Michael Albasini   | Suisse    | Orica-GreenEDGE | + 0 s           |
| 3e | Sergio Henao       | Colombie  | Team Sky        | + 0 s           |
| 4e | Bauke Mollema      | Pays-Bas  | Belkin          | + 0 s           |
| 5e | Cadel Evans        | Australie | BMC Racing Team | + 0 s           |
| 6e | José Joaquín Rojas | Espagne   | Movistar Team   | + 0 s           |
| 7e | Rui Costa          | Portugal  | Lampre-Merida   | + 0 s           |
| 8e | Thibaut Pinot      | France    | FDJ.fr          | + 0 s           |
| 9e | Mathias Frank      | Suisse    | IAM Cycling     | + 0 s           |
| 10e | Roman Kreuziger    | Tchéquie  | Tinkoff-Saxo    | + 0 s           |

| \| Classement général \| Classement général \| Classement général \| Classement général \| Classement général \| \| Coureur \| Coureur \| Pays \| Équipe \| Temps \| \| ------------------ \| ------------------ \| ------------------ \| ----------------------- \| ------------------ \| \| 1er \| Tony Martin \| Allemagne \| Omega Pharma-Quick Step \| 10 h 44 min 34 s \| \| 2e \| Tom Dumoulin \| Pays-Bas \| Giant-Shimano \| + 6 s \| \| 3e \| Peter Sagan \| Slovaquie \| Cannondale \| + 14 s \| \| 4e \| Bauke Mollema \| Pays-Bas \| Belkin \| + 17 s \| \| 5e \| Tom-Jelte Slagter \| Pays-Bas \| Garmin-Sharp \| + 23 s \| \| 6e \| Davide Formolo \| Italie \| Cannondale \| + 27 s \| \| 7e \| Ion Izagirre \| Espagne \| Movistar Team \| + 27 s \| \| 8e \| Roman Kreuziger \| Tchéquie \| Tinkoff-Saxo \| + 28 s \| \| 9e \| Mathias Frank \| Suisse \| IAM Cycling \| + 29 s \| \| 10e \| Mattia Cattaneo \| Italie \| Lampre-Merida \| + 29 s \| |                   |           |                         |                  |
| |                   |           |                         |                  |
| |                   |           |                         |                  |
| Classement général |                   |           |                         |                  |
| Coureur | Coureur           | Pays      | Équipe                  | Temps            |
| 1er | Tony Martin       | Allemagne | Omega Pharma-Quick Step | 10 h 44 min 34 s |
| 2e | Tom Dumoulin      | Pays-Bas  | Giant-Shimano           | + 6 s            |
| 3e | Peter Sagan       | Slovaquie | Cannondale              | + 14 s           |
| 4e | Bauke Mollema     | Pays-Bas  | Belkin                  | + 17 s           |
| 5e | Tom-Jelte Slagter | Pays-Bas  | Garmin-Sharp            | + 23 s           |
| 6e | Davide Formolo    | Italie    | Cannondale              | + 27 s           |
| 7e | Ion Izagirre      | Espagne   | Movistar Team           | + 27 s           |
| 8e | Roman Kreuziger   | Tchéquie  | Tinkoff-Saxo            | + 28 s           |
| 9e | Mathias Frank     | Suisse    | IAM Cycling             | + 29 s           |
| 10e | Mattia Cattaneo   | Italie    | Lampre-Merida           | + 29 s           |

### 4eétape
| \| Classement de l'étape \| Classement de l'étape \| Classement de l'étape \| Classement de l'étape \| Classement de l'étape \| \| Coureur \| Coureur \| Pays \| Équipe \| Temps \| \| --------------------- \| --------------------- \| --------------------- \| ----------------------- \| --------------------- \| \| 1er \| Mark Cavendish \| Royaume-Uni \| Omega Pharma-Quick Step \| 3 h 35 min 03 s \| \| 2e \| Juan José Lobato \| Espagne \| Movistar Team \| + 0 s \| \| 3e \| Peter Sagan \| Slovaquie \| Cannondale \| + 0 s \| \| 4e \| Sacha Modolo \| Italie \| Lampre-Merida \| + 0 s \| \| 5e \| Alexander Kristoff \| Norvège \| Katusha \| + 0 s \| \| 6e \| Danny van Poppel \| Pays-Bas \| Trek Factory Racing \| + 0 s \| \| 7e \| Jonas Van Genechten \| Belgique \| Lotto-Belisol \| + 0 s \| \| 8e \| Davide Appollonio \| Italie \| AG2R La Mondiale \| + 0 s \| \| 9e \| José Joaquín Rojas \| Espagne \| Movistar Team \| + 0 s \| \| 10e \| Matthew Goss \| Australie \| Orica-GreenEDGE \| + 0 s \| |                     |             |                         |                 |
| |                     |             |                         |                 |
| |                     |             |                         |                 |
| Classement de l'étape |                     |             |                         |                 |
| Coureur | Coureur             | Pays        | Équipe                  | Temps           |
| 1er | Mark Cavendish      | Royaume-Uni | Omega Pharma-Quick Step | 3 h 35 min 03 s |
| 2e | Juan José Lobato    | Espagne     | Movistar Team           | + 0 s           |
| 3e | Peter Sagan         | Slovaquie   | Cannondale              | + 0 s           |
| 4e | Sacha Modolo        | Italie      | Lampre-Merida           | + 0 s           |
| 5e | Alexander Kristoff  | Norvège     | Katusha                 | + 0 s           |
| 6e | Danny van Poppel    | Pays-Bas    | Trek Factory Racing     | + 0 s           |
| 7e | Jonas Van Genechten | Belgique    | Lotto-Belisol           | + 0 s           |
| 8e | Davide Appollonio   | Italie      | AG2R La Mondiale        | + 0 s           |
| 9e | José Joaquín Rojas  | Espagne     | Movistar Team           | + 0 s           |
| 10e | Matthew Goss        | Australie   | Orica-GreenEDGE         | + 0 s           |

| \| Classement général \| Classement général \| Classement général \| Classement général \| Classement général \| \| Coureur \| Coureur \| Pays \| Équipe \| Temps \| \| ------------------ \| ------------------ \| ------------------ \| ----------------------- \| ------------------ \| \| 1er \| Tony Martin \| Allemagne \| Omega Pharma-Quick Step \| 14 h 19 min 41 s \| \| 2e \| Tom Dumoulin \| Pays-Bas \| Giant-Shimano \| + 6 s \| \| 3e \| Peter Sagan \| Slovaquie \| Cannondale \| + 10 s \| \| 4e \| Bauke Mollema \| Pays-Bas \| Belkin \| + 17 s \| \| 5e \| Tom-Jelte Slagter \| Pays-Bas \| Garmin-Sharp \| + 23 s \| \| 6e \| Davide Formolo \| Italie \| Cannondale \| + 27 s \| \| 7e \| Ion Izagirre \| Espagne \| Movistar Team \| + 27 s \| \| 8e \| Roman Kreuziger \| Tchéquie \| Tinkoff-Saxo \| + 28 s \| \| 9e \| Mathias Frank \| Suisse \| IAM Cycling \| + 29 s \| \| 10e \| Mattia Cattaneo \| Italie \| Lampre-Merida \| + 29 s \| |                   |           |                         |                  |
| |                   |           |                         |                  |
| |                   |           |                         |                  |
| Classement général |                   |           |                         |                  |
| Coureur | Coureur           | Pays      | Équipe                  | Temps            |
| 1er | Tony Martin       | Allemagne | Omega Pharma-Quick Step | 14 h 19 min 41 s |
| 2e | Tom Dumoulin      | Pays-Bas  | Giant-Shimano           | + 6 s            |
| 3e | Peter Sagan       | Slovaquie | Cannondale              | + 10 s           |
| 4e | Bauke Mollema     | Pays-Bas  | Belkin                  | + 17 s           |
| 5e | Tom-Jelte Slagter | Pays-Bas  | Garmin-Sharp            | + 23 s           |
| 6e | Davide Formolo    | Italie    | Cannondale              | + 27 s           |
| 7e | Ion Izagirre      | Espagne   | Movistar Team           | + 27 s           |
| 8e | Roman Kreuziger   | Tchéquie  | Tinkoff-Saxo            | + 28 s           |
| 9e | Mathias Frank     | Suisse    | IAM Cycling             | + 29 s           |
| 10e | Mattia Cattaneo   | Italie    | Lampre-Merida           | + 29 s           |

### 5eétape
| \| Classement de l'étape \| Classement de l'étape \| Classement de l'étape \| Classement de l'étape \| Classement de l'étape \| \| Coureur \| Coureur \| Pays \| Équipe \| Temps \| \| --------------------- \| --------------------- \| --------------------- \| --------------------- \| --------------------- \| \| 1er \| Sacha Modolo \| Italie \| Lampre-Merida \| 4 h 08 min 06 s \| \| 2e \| Peter Sagan \| Slovaquie \| Cannondale \| + 0 s \| \| 3e \| John Degenkolb \| Allemagne \| Giant-Shimano \| + 0 s \| \| 4e \| Alexander Kristoff \| Norvège \| Katusha \| + 0 s \| \| 5e \| José Joaquín Rojas \| Espagne \| Movistar Team \| + 0 s \| \| 6e \| Danny van Poppel \| Pays-Bas \| Trek Factory Racing \| + 0 s \| \| 7e \| Jonas Van Genechten \| Belgique \| Lotto-Belisol \| + 0 s \| \| 8e \| Heinrich Haussler \| Australie \| IAM Cycling \| + 0 s \| \| 9e \| Nino Schurter \| Suisse \| \| + 0 s \| \| 10e \| Jacopo Guarnieri \| Italie \| Astana \| + 0 s \| |                     |           |                     |                 |
| |                     |           |                     |                 |
| |                     |           |                     |                 |
| Classement de l'étape |                     |           |                     |                 |
| Coureur | Coureur             | Pays      | Équipe              | Temps           |
| 1er | Sacha Modolo        | Italie    | Lampre-Merida       | 4 h 08 min 06 s |
| 2e | Peter Sagan         | Slovaquie | Cannondale          | + 0 s           |
| 3e | John Degenkolb      | Allemagne | Giant-Shimano       | + 0 s           |
| 4e | Alexander Kristoff  | Norvège   | Katusha             | + 0 s           |
| 5e | José Joaquín Rojas  | Espagne   | Movistar Team       | + 0 s           |
| 6e | Danny van Poppel    | Pays-Bas  | Trek Factory Racing | + 0 s           |
| 7e | Jonas Van Genechten | Belgique  | Lotto-Belisol       | + 0 s           |
| 8e | Heinrich Haussler   | Australie | IAM Cycling         | + 0 s           |
| 9e | Nino Schurter       | Suisse    |                     | + 0 s           |
| 10e | Jacopo Guarnieri    | Italie    | Astana              | + 0 s           |

| \| Classement général \| Classement général \| Classement général \| Classement général \| Classement général \| \| Coureur \| Coureur \| Pays \| Équipe \| Temps \| \| ------------------ \| ------------------ \| ------------------ \| ----------------------- \| ------------------ \| \| 1er \| Tony Martin \| Allemagne \| Omega Pharma-Quick Step \| 18 h 27 min 47 s \| \| 2e \| Tom Dumoulin \| Pays-Bas \| Giant-Shimano \| + 6 s \| \| 3e \| Peter Sagan \| Slovaquie \| Cannondale \| + 10 s \| \| 4e \| Bauke Mollema \| Pays-Bas \| Belkin \| + 17 s \| \| 5e \| Tom-Jelte Slagter \| Pays-Bas \| Garmin-Sharp \| + 23 s \| \| 6e \| Davide Formolo \| Italie \| Cannondale \| + 27 s \| \| 7e \| Ion Izagirre \| Espagne \| Movistar Team \| + 27 s \| \| 8e \| Roman Kreuziger \| Tchéquie \| Tinkoff-Saxo \| + 28 s \| \| 9e \| Mathias Frank \| Suisse \| IAM Cycling \| + 29 s \| \| 10e \| Mattia Cattaneo \| Italie \| Lampre-Merida \| + 29 s \| |                   |           |                         |                  |
| |                   |           |                         |                  |
| |                   |           |                         |                  |
| Classement général |                   |           |                         |                  |
| Coureur | Coureur           | Pays      | Équipe                  | Temps            |
| 1er | Tony Martin       | Allemagne | Omega Pharma-Quick Step | 18 h 27 min 47 s |
| 2e | Tom Dumoulin      | Pays-Bas  | Giant-Shimano           | + 6 s            |
| 3e | Peter Sagan       | Slovaquie | Cannondale              | + 10 s           |
| 4e | Bauke Mollema     | Pays-Bas  | Belkin                  | + 17 s           |
| 5e | Tom-Jelte Slagter | Pays-Bas  | Garmin-Sharp            | + 23 s           |
| 6e | Davide Formolo    | Italie    | Cannondale              | + 27 s           |
| 7e | Ion Izagirre      | Espagne   | Movistar Team           | + 27 s           |
| 8e | Roman Kreuziger   | Tchéquie  | Tinkoff-Saxo            | + 28 s           |
| 9e | Mathias Frank     | Suisse    | IAM Cycling             | + 29 s           |
| 10e | Mattia Cattaneo   | Italie    | Lampre-Merida           | + 29 s           |

### 6eétape
| \| Classement de l'étape \| Classement de l'étape \| Classement de l'étape \| Classement de l'étape \| Classement de l'étape \| \| Coureur \| Coureur \| Pays \| Équipe \| Temps \| \| --------------------- \| --------------------- \| --------------------- \| ----------------------- \| --------------------- \| \| 1er \| Matteo Trentin \| Italie \| Omega Pharma-Quick Step \| 4 h 43 min 19 s \| \| 2e \| Daniele Bennati \| Italie \| Tinkoff-Saxo \| + 0 s \| \| 3e \| Francesco Gavazzi \| Italie \| Astana \| + 0 s \| \| 4e \| Ben Swift \| Royaume-Uni \| Team Sky \| + 0 s \| \| 5e \| Peter Sagan \| Slovaquie \| Cannondale \| + 0 s \| \| 6e \| Sacha Modolo \| Italie \| Lampre-Merida \| + 0 s \| \| 7e \| José Joaquín Rojas \| Espagne \| Movistar Team \| + 0 s \| \| 8e \| Silvan Dillier \| Suisse \| BMC Racing Team \| + 0 s \| \| 9e \| Sergio Henao \| Colombie \| Team Sky \| + 0 s \| \| 10e \| Tosh Van der Sande \| Belgique \| Lotto-Belisol \| + 0 s \| |                    |             |                         |                 |
| |                    |             |                         |                 |
| |                    |             |                         |                 |
| Classement de l'étape |                    |             |                         |                 |
| Coureur | Coureur            | Pays        | Équipe                  | Temps           |
| 1er | Matteo Trentin     | Italie      | Omega Pharma-Quick Step | 4 h 43 min 19 s |
| 2e | Daniele Bennati    | Italie      | Tinkoff-Saxo            | + 0 s           |
| 3e | Francesco Gavazzi  | Italie      | Astana                  | + 0 s           |
| 4e | Ben Swift          | Royaume-Uni | Team Sky                | + 0 s           |
| 5e | Peter Sagan        | Slovaquie   | Cannondale              | + 0 s           |
| 6e | Sacha Modolo       | Italie      | Lampre-Merida           | + 0 s           |
| 7e | José Joaquín Rojas | Espagne     | Movistar Team           | + 0 s           |
| 8e | Silvan Dillier     | Suisse      | BMC Racing Team         | + 0 s           |
| 9e | Sergio Henao       | Colombie    | Team Sky                | + 0 s           |
| 10e | Tosh Van der Sande | Belgique    | Lotto-Belisol           | + 0 s           |

| \| Classement général \| Classement général \| Classement général \| Classement général \| Classement général \| \| Coureur \| Coureur \| Pays \| Équipe \| Temps \| \| ------------------ \| ------------------ \| ------------------ \| ----------------------- \| ------------------ \| \| 1er \| Tony Martin \| Allemagne \| Omega Pharma-Quick Step \| 23 h 11 min 06 s \| \| 2e \| Tom Dumoulin \| Pays-Bas \| Giant-Shimano \| + 6 s \| \| 3e \| Peter Sagan \| Slovaquie \| Cannondale \| + 10 s \| \| 4e \| Bauke Mollema \| Pays-Bas \| Belkin \| + 17 s \| \| 5e \| Tom-Jelte Slagter \| Pays-Bas \| Garmin-Sharp \| + 23 s \| \| 6e \| Davide Formolo \| Italie \| Cannondale \| + 27 s \| \| 7e \| Ion Izagirre \| Espagne \| Movistar Team \| + 27 s \| \| 8e \| Roman Kreuziger \| Tchéquie \| Tinkoff-Saxo \| + 28 s \| \| 9e \| Mathias Frank \| Suisse \| IAM Cycling \| + 29 s \| \| 10e \| Mattia Cattaneo \| Italie \| Lampre-Merida \| + 29 s \| |                   |           |                         |                  |
| |                   |           |                         |                  |
| |                   |           |                         |                  |
| Classement général |                   |           |                         |                  |
| Coureur | Coureur           | Pays      | Équipe                  | Temps            |
| 1er | Tony Martin       | Allemagne | Omega Pharma-Quick Step | 23 h 11 min 06 s |
| 2e | Tom Dumoulin      | Pays-Bas  | Giant-Shimano           | + 6 s            |
| 3e | Peter Sagan       | Slovaquie | Cannondale              | + 10 s           |
| 4e | Bauke Mollema     | Pays-Bas  | Belkin                  | + 17 s           |
| 5e | Tom-Jelte Slagter | Pays-Bas  | Garmin-Sharp            | + 23 s           |
| 6e | Davide Formolo    | Italie    | Cannondale              | + 27 s           |
| 7e | Ion Izagirre      | Espagne   | Movistar Team           | + 27 s           |
| 8e | Roman Kreuziger   | Tchéquie  | Tinkoff-Saxo            | + 28 s           |
| 9e | Mathias Frank     | Suisse    | IAM Cycling             | + 29 s           |
| 10e | Mattia Cattaneo   | Italie    | Lampre-Merida           | + 29 s           |

### 7eétape
| \| Classement de l'étape \| Classement de l'étape \| Classement de l'étape \| Classement de l'étape \| Classement de l'étape \| \| Coureur \| Coureur \| Pays \| Équipe \| Temps \| \| --------------------- \| --------------------- \| --------------------- \| ----------------------- \| --------------------- \| \| 1er \| Tony Martin \| Allemagne \| Omega Pharma-Quick Step \| 31 min 37 s \| \| 2e \| Tom Dumoulin \| Pays-Bas \| Giant-Shimano \| + 22 s \| \| 3e \| Rui Costa \| Portugal \| Lampre-Merida \| + 28 s \| \| 4e \| Fabian Cancellara \| Suisse \| Trek Factory Racing \| + 41 s \| \| 5e \| Mathias Frank \| Suisse \| IAM Cycling \| + 45 s \| \| 6e \| Lawson Craddock \| États-Unis \| Giant-Shimano \| + 59 s \| \| 7e \| Stef Clement \| Pays-Bas \| Belkin \| + 1 min 02 s \| \| 8e \| Ion Izagirre \| Espagne \| Movistar Team \| + 1 min 06 s \| \| 9e \| Thibaut Pinot \| France \| FDJ.fr \| + 1 min 13 s \| \| 10e \| Mattia Cattaneo \| Italie \| Lampre-Merida \| + 1 min 13 s \| |                   |            |                         |              |
| |                   |            |                         |              |
| |                   |            |                         |              |
| Classement de l'étape |                   |            |                         |              |
| Coureur | Coureur           | Pays       | Équipe                  | Temps        |
| 1er | Tony Martin       | Allemagne  | Omega Pharma-Quick Step | 31 min 37 s  |
| 2e | Tom Dumoulin      | Pays-Bas   | Giant-Shimano           | + 22 s       |
| 3e | Rui Costa         | Portugal   | Lampre-Merida           | + 28 s       |
| 4e | Fabian Cancellara | Suisse     | Trek Factory Racing     | + 41 s       |
| 5e | Mathias Frank     | Suisse     | IAM Cycling             | + 45 s       |
| 6e | Lawson Craddock   | États-Unis | Giant-Shimano           | + 59 s       |
| 7e | Stef Clement      | Pays-Bas   | Belkin                  | + 1 min 02 s |
| 8e | Ion Izagirre      | Espagne    | Movistar Team           | + 1 min 06 s |
| 9e | Thibaut Pinot     | France     | FDJ.fr                  | + 1 min 13 s |
| 10e | Mattia Cattaneo   | Italie     | Lampre-Merida           | + 1 min 13 s |

| \| Classement général \| Classement général \| Classement général \| Classement général \| Classement général \| \| Coureur \| Coureur \| Pays \| Équipe \| Temps \| \| ------------------ \| ------------------ \| ------------------ \| ----------------------- \| ------------------ \| \| 1er \| Tony Martin \| Allemagne \| Omega Pharma-Quick Step \| 23 h 42 min 43 s \| \| 2e \| Tom Dumoulin \| Pays-Bas \| Giant-Shimano \| + 28 s \| \| 3e \| Rui Costa \| Portugal \| Lampre-Merida \| + 1 min 05 s \| \| 4e \| Mathias Frank \| Suisse \| IAM Cycling \| + 1 min 14 s \| \| 5e \| Ion Izagirre \| Espagne \| Movistar Team \| + 1 min 33 s \| \| 6e \| Peter Sagan \| Slovaquie \| Cannondale \| + 1 min 36 s \| \| 7e \| Lawson Craddock \| États-Unis \| Giant-Shimano \| + 1 min 42 s \| \| 8e \| Mattia Cattaneo \| Italie \| Lampre-Merida \| + 1 min 42 s \| \| 9e \| Davide Formolo \| Italie \| Cannondale \| + 1 min 47 s \| \| 10e \| Thibaut Pinot \| France \| FDJ.fr \| + 1 min 48 s \| |                 |            |                         |                  |
| |                 |            |                         |                  |
| |                 |            |                         |                  |
| Classement général |                 |            |                         |                  |
| Coureur | Coureur         | Pays       | Équipe                  | Temps            |
| 1er | Tony Martin     | Allemagne  | Omega Pharma-Quick Step | 23 h 42 min 43 s |
| 2e | Tom Dumoulin    | Pays-Bas   | Giant-Shimano           | + 28 s           |
| 3e | Rui Costa       | Portugal   | Lampre-Merida           | + 1 min 05 s     |
| 4e | Mathias Frank   | Suisse     | IAM Cycling             | + 1 min 14 s     |
| 5e | Ion Izagirre    | Espagne    | Movistar Team           | + 1 min 33 s     |
| 6e | Peter Sagan     | Slovaquie  | Cannondale              | + 1 min 36 s     |
| 7e | Lawson Craddock | États-Unis | Giant-Shimano           | + 1 min 42 s     |
| 8e | Mattia Cattaneo | Italie     | Lampre-Merida           | + 1 min 42 s     |
| 9e | Davide Formolo  | Italie     | Cannondale              | + 1 min 47 s     |
| 10e | Thibaut Pinot   | France     | FDJ.fr                  | + 1 min 48 s     |

### 8eétape
| \| Classement de l'étape \| Classement de l'étape \| Classement de l'étape \| Classement de l'étape \| Classement de l'étape \| \| Coureur \| Coureur \| Pays \| Équipe \| Temps \| \| --------------------- \| --------------------- \| --------------------- \| ----------------------- \| --------------------- \| \| 1er \| Esteban Chaves \| Colombie \| Orica-GreenEDGE \| 5 h 11 min 16 s \| \| 2e \| Roman Kreuziger \| Tchéquie \| Tinkoff-Saxo \| + 3 s \| \| 3e \| Bauke Mollema \| Pays-Bas \| Belkin \| + 3 s \| \| 4e \| Eros Capecchi \| Italie \| Movistar Team \| + 16 s \| \| 5e \| Janier Acevedo \| Colombie \| Garmin-Sharp \| + 17 s \| \| 6e \| Philip Deignan \| Irlande \| Team Sky \| + 17 s \| \| 7e \| Tony Martin \| Allemagne \| Omega Pharma-Quick Step \| + 17 s \| \| 8e \| Davide Formolo \| Italie \| Cannondale \| + 17 s \| \| 9e \| Rui Costa \| Portugal \| Lampre-Merida \| + 17 s \| \| 10e \| Mathias Frank \| Suisse \| IAM Cycling \| + 17 s \| |                 |           |                         |                 |
| |                 |           |                         |                 |
| |                 |           |                         |                 |
| Classement de l'étape |                 |           |                         |                 |
| Coureur | Coureur         | Pays      | Équipe                  | Temps           |
| 1er | Esteban Chaves  | Colombie  | Orica-GreenEDGE         | 5 h 11 min 16 s |
| 2e | Roman Kreuziger | Tchéquie  | Tinkoff-Saxo            | + 3 s           |
| 3e | Bauke Mollema   | Pays-Bas  | Belkin                  | + 3 s           |
| 4e | Eros Capecchi   | Italie    | Movistar Team           | + 16 s          |
| 5e | Janier Acevedo  | Colombie  | Garmin-Sharp            | + 17 s          |
| 6e | Philip Deignan  | Irlande   | Team Sky                | + 17 s          |
| 7e | Tony Martin     | Allemagne | Omega Pharma-Quick Step | + 17 s          |
| 8e | Davide Formolo  | Italie    | Cannondale              | + 17 s          |
| 9e | Rui Costa       | Portugal  | Lampre-Merida           | + 17 s          |
| 10e | Mathias Frank   | Suisse    | IAM Cycling             | + 17 s          |

| \| Classement général \| Classement général \| Classement général \| Classement général \| Classement général \| \| Coureur \| Coureur \| Pays \| Équipe \| Temps \| \| ------------------ \| ------------------ \| ------------------ \| ----------------------- \| ------------------ \| \| 1er \| Tony Martin \| Allemagne \| Omega Pharma-Quick Step \| 28 h 54 min 16 s \| \| 2e \| Tom Dumoulin \| Pays-Bas \| Giant-Shimano \| + 51 s \| \| 3e \| Rui Costa \| Portugal \| Lampre-Merida \| + 1 min 05 s \| \| 4e \| Mathias Frank \| Suisse \| IAM Cycling \| + 1 min 14 s \| \| 5e \| Bauke Mollema \| Pays-Bas \| Belkin \| + 1 min 41 s \| \| 6e \| Davide Formolo \| Italie \| Cannondale \| + 1 min 47 s \| \| 7e \| Roman Kreuziger \| Tchéquie \| Tinkoff-Saxo \| + 1 min 50 s \| \| 8e \| Janier Acevedo \| Colombie \| Garmin-Sharp \| + 2 min 07 s \| \| 9e \| Eros Capecchi \| Italie \| Movistar Team \| + 2 min 29 s \| \| 10e \| Cadel Evans \| Australie \| BMC Racing Team \| + 2 min 30 s \| |                 |           |                         |                  |
| |                 |           |                         |                  |
| |                 |           |                         |                  |
| Classement général |                 |           |                         |                  |
| Coureur | Coureur         | Pays      | Équipe                  | Temps            |
| 1er | Tony Martin     | Allemagne | Omega Pharma-Quick Step | 28 h 54 min 16 s |
| 2e | Tom Dumoulin    | Pays-Bas  | Giant-Shimano           | + 51 s           |
| 3e | Rui Costa       | Portugal  | Lampre-Merida           | + 1 min 05 s     |
| 4e | Mathias Frank   | Suisse    | IAM Cycling             | + 1 min 14 s     |
| 5e | Bauke Mollema   | Pays-Bas  | Belkin                  | + 1 min 41 s     |
| 6e | Davide Formolo  | Italie    | Cannondale              | + 1 min 47 s     |
| 7e | Roman Kreuziger | Tchéquie  | Tinkoff-Saxo            | + 1 min 50 s     |
| 8e | Janier Acevedo  | Colombie  | Garmin-Sharp            | + 2 min 07 s     |
| 9e | Eros Capecchi   | Italie    | Movistar Team           | + 2 min 29 s     |
| 10e | Cadel Evans     | Australie | BMC Racing Team         | + 2 min 30 s     |

### 9eétape
| \| Classement de l'étape \| Classement de l'étape \| Classement de l'étape \| Classement de l'étape \| Classement de l'étape \| \| Coureur \| Coureur \| Pays \| Équipe \| Temps \| \| --------------------- \| --------------------- \| --------------------- \| --------------------- \| --------------------- \| \| 1er \| Rui Costa \| Portugal \| Lampre-Merida \| 4 h 13 min 14 s \| \| 2e \| Bauke Mollema \| Pays-Bas \| Belkin \| + 14 s \| \| 3e \| Mathias Frank \| Suisse \| IAM Cycling \| + 24 s \| \| 4e \| Steve Morabito \| Suisse \| BMC Racing Team \| + 47 s \| \| 5e \| Oliver Zaugg \| Suisse \| Tinkoff-Saxo \| + 47 s \| \| 6e \| André Cardoso \| Portugal \| Garmin-Sharp \| + 1 min 28 s \| \| 7e \| Jérémy Roy \| France \| FDJ.fr \| + 1 min 41 s \| \| 8e \| Marcel Wyss \| Suisse \| IAM Cycling \| + 1 min 48 s \| \| 9e \| Tom Dumoulin \| Pays-Bas \| Giant-Shimano \| + 2 min 18 s \| \| 10e \| Roman Kreuziger \| Tchéquie \| Tinkoff-Saxo \| + 2 min 18 s \| |                 |          |                 |                 |
| |                 |          |                 |                 |
| |                 |          |                 |                 |
| Classement de l'étape |                 |          |                 |                 |
| Coureur | Coureur         | Pays     | Équipe          | Temps           |
| 1er | Rui Costa       | Portugal | Lampre-Merida   | 4 h 13 min 14 s |
| 2e | Bauke Mollema   | Pays-Bas | Belkin          | + 14 s          |
| 3e | Mathias Frank   | Suisse   | IAM Cycling     | + 24 s          |
| 4e | Steve Morabito  | Suisse   | BMC Racing Team | + 47 s          |
| 5e | Oliver Zaugg    | Suisse   | Tinkoff-Saxo    | + 47 s          |
| 6e | André Cardoso   | Portugal | Garmin-Sharp    | + 1 min 28 s    |
| 7e | Jérémy Roy      | France   | FDJ.fr          | + 1 min 41 s    |
| 8e | Marcel Wyss     | Suisse   | IAM Cycling     | + 1 min 48 s    |
| 9e | Tom Dumoulin    | Pays-Bas | Giant-Shimano   | + 2 min 18 s    |
| 10e | Roman Kreuziger | Tchéquie | Tinkoff-Saxo    | + 2 min 18 s    |

## Classements finals

### Classement général
| \| Classement général \| Classement général \| Classement général \| Classement général \| Classement général \| \| Coureur \| Coureur \| Pays \| Équipe \| Temps \| \| ------------------ \| ------------------ \| ------------------ \| ----------------------- \| ------------------ \| \| 1er \| Rui Costa \| Portugal \| Lampre-Merida \| 33 h 08 min 35 s \| \| 2e \| Mathias Frank \| Suisse \| IAM Cycling \| + 33 s \| \| 3e \| Bauke Mollema \| Pays-Bas \| Belkin \| + 50 s \| \| 4e \| Tony Martin \| Allemagne \| Omega Pharma-Quick Step \| + 1 min 13 s \| \| 5e \| Tom Dumoulin \| Pays-Bas \| Giant-Shimano \| + 2 min 04 s \| \| 6e \| Steve Morabito \| Suisse \| BMC Racing Team \| + 2 min 47 s \| \| 7e \| Davide Formolo \| Italie \| Cannondale \| + 3 min 00 s \| \| 8e \| Roman Kreuziger \| Tchéquie \| Tinkoff-Saxo \| + 3 min 03 s \| \| 9e \| Janier Acevedo \| Colombie \| Garmin-Sharp \| + 3 min 20 s \| \| 10e \| Eros Capecchi \| Italie \| Movistar Team \| + 3 min 46 s \| |                 |           |                         |                  |
| |                 |           |                         |                  |
| Source : ProCyclingStats |                 |           |                         |                  |
| Classement général |                 |           |                         |                  |
| Coureur | Coureur         | Pays      | Équipe                  | Temps            |
| 1er | Rui Costa       | Portugal  | Lampre-Merida           | 33 h 08 min 35 s |
| 2e | Mathias Frank   | Suisse    | IAM Cycling             | + 33 s           |
| 3e | Bauke Mollema   | Pays-Bas  | Belkin                  | + 50 s           |
| 4e | Tony Martin     | Allemagne | Omega Pharma-Quick Step | + 1 min 13 s     |
| 5e | Tom Dumoulin    | Pays-Bas  | Giant-Shimano           | + 2 min 04 s     |
| 6e | Steve Morabito  | Suisse    | BMC Racing Team         | + 2 min 47 s     |
| 7e | Davide Formolo  | Italie    | Cannondale              | + 3 min 00 s     |
| 8e | Roman Kreuziger | Tchéquie  | Tinkoff-Saxo            | + 3 min 03 s     |
| 9e | Janier Acevedo  | Colombie  | Garmin-Sharp            | + 3 min 20 s     |
| 10e | Eros Capecchi   | Italie    | Movistar Team           | + 3 min 46 s     |

| Classement par points | Classement par points | Classement par points | Classement par points   | Classement par points |
| Coureur               | Coureur               | Pays                  | Équipe                  | Points                |
| --------------------- | --------------------- | --------------------- | ----------------------- | --------------------- |
| 1er                   | Peter Sagan           | Slovaquie             | Cannondale              | 88 pts                |
| 2e                    | Bauke Mollema         | Pays-Bas              | Belkin                  | 46 pts                |
| 3e                    | Rui Costa             | Portugal              | Lampre-Merida           | 42 pts                |
| 4e                    | Tony Martin           | Allemagne             | Omega Pharma-Quick Step | 38 pts                |
| 5e                    | José Joaquín Rojas    | Espagne               | Movistar Team           | 37 pts                |
| 6e                    | Tom Dumoulin          | Pays-Bas              | Giant-Shimano           | 29 pts                |
| 7e                    | Mathias Frank         | Suisse                | IAM Cycling             | 28 pts                |
| 8e                    | Matteo Trentin        | Italie                | Omega Pharma-Quick Step | 25 pts                |
| 9e                    | Alexander Kristoff    | Norvège               | Katusha                 | 24 pts                |
| 10e                   | Roman Kreuziger       | Tchéquie              | Tinkoff-Saxo            | 21 pts                |

| Classement par points | Classement par points | Classement par points | Classement par points   | Classement par points |
| Coureur               | Coureur               | Pays                  | Équipe                  | Points                |
| --------------------- | --------------------- | --------------------- | ----------------------- | --------------------- |
| 1er                   | Peter Sagan           | Slovaquie             | Cannondale              | 88 pts                |
| 2e                    | Bauke Mollema         | Pays-Bas              | Belkin                  | 46 pts                |
| 3e                    | Rui Costa             | Portugal              | Lampre-Merida           | 42 pts                |
| 4e                    | Tony Martin           | Allemagne             | Omega Pharma-Quick Step | 38 pts                |
| 5e                    | José Joaquín Rojas    | Espagne               | Movistar Team           | 37 pts                |
| 6e                    | Tom Dumoulin          | Pays-Bas              | Giant-Shimano           | 29 pts                |
| 7e                    | Mathias Frank         | Suisse                | IAM Cycling             | 28 pts                |
| 8e                    | Matteo Trentin        | Italie                | Omega Pharma-Quick Step | 25 pts                |
| 9e                    | Alexander Kristoff    | Norvège               | Katusha                 | 24 pts                |
| 10e                   | Roman Kreuziger       | Tchéquie              | Tinkoff-Saxo            | 21 pts                |

| Classement de la montagne | Classement de la montagne | Classement de la montagne | Classement de la montagne | Classement de la montagne |
| Coureur                   | Coureur                   | Pays                      | Équipe                    | Points                    |
| ------------------------- | ------------------------- | ------------------------- | ------------------------- | ------------------------- |
| 1er                       | Björn Thurau              | Allemagne                 | Team Europcar             | DQ                        |
| 2e                        | Reto Hollenstein          | Suisse                    | IAM Cycling               | 37 pts                    |
| 3e                        | Bauke Mollema             | Pays-Bas                  | Belkin                    | 32 pts                    |
| 4e                        | Lawrence Warbasse         | États-Unis                | BMC Racing Team           | 28 pts                    |
| 5e                        | Philip Deignan            | Irlande                   | Team Sky                  | 24 pts                    |
| 6e                        | Rui Costa                 | Portugal                  | Lampre-Merida             | 20 pts                    |
| 7e                        | Esteban Chaves            | Colombie                  | Orica-GreenEDGE           | 20 pts                    |
| 8e                        | Stef Clement              | Pays-Bas                  | Belkin                    | 20 pts                    |
| 9e                        | Mathias Frank             | Suisse                    | IAM Cycling               | 18 pts                    |
| 10e                       | Jacopo Guarnieri          | Italie                    | Astana                    | 16 pts                    |

| Classement de la montagne | Classement de la montagne | Classement de la montagne | Classement de la montagne | Classement de la montagne |
| Coureur                   | Coureur                   | Pays                      | Équipe                    | Points                    |
| ------------------------- | ------------------------- | ------------------------- | ------------------------- | ------------------------- |
| 1er                       | Björn Thurau              | Allemagne                 | Team Europcar             | DQ                        |
| 2e                        | Reto Hollenstein          | Suisse                    | IAM Cycling               | 37 pts                    |
| 3e                        | Bauke Mollema             | Pays-Bas                  | Belkin                    | 32 pts                    |
| 4e                        | Lawrence Warbasse         | États-Unis                | BMC Racing Team           | 28 pts                    |
| 5e                        | Philip Deignan            | Irlande                   | Team Sky                  | 24 pts                    |
| 6e                        | Rui Costa                 | Portugal                  | Lampre-Merida             | 20 pts                    |
| 7e                        | Esteban Chaves            | Colombie                  | Orica-GreenEDGE           | 20 pts                    |
| 8e                        | Stef Clement              | Pays-Bas                  | Belkin                    | 20 pts                    |
| 9e                        | Mathias Frank             | Suisse                    | IAM Cycling               | 18 pts                    |
| 10e                       | Jacopo Guarnieri          | Italie                    | Astana                    | 16 pts                    |

|   | Cycliste       | Équipe     | Temps            |
| - | -------------- | ---------- | ---------------- |
| 1 | Mathias Frank  | IAM        | 33 h 09 min 08 s |
| 2 | Steve Morabito | BMC Racing | 2 min 14 s       |
| 3 | Marcel Wyss    | IAM        | 5 min 56 s       |

| Classement par équipes | Classement par équipes | Classement par équipes | Classement par équipes |
| Équipe                 | Équipe                 | Pays                   | Temps                  |
| ---------------------- | ---------------------- | ---------------------- | ---------------------- |
| 1re                    | Belkin                 | Pays-Bas               | 99 h 38 min 25 s       |
| 2e                     | Lampre-Merida          | Italie                 | + 5 min 14 s           |
| 3e                     | BMC Racing Team        | États-Unis             | + 7 min 49 s           |
| 4e                     | FDJ.fr                 | France                 | + 7 min 57 s           |
| 5e                     | IAM Cycling            | Suisse                 | + 12 min 20 s          |
| 6e                     | Garmin-Sharp           | États-Unis             | + 18 min 37 s          |
| 7e                     | Sky                    | Royaume-Uni            | + 21 min 39 s          |
| 8e                     | Wanty-Groupe Gobert    | Belgique               | + 22 min 52 s          |
| 9e                     | Giant-Shimano          | Pays-Bas               | + 26 min 27 s          |
| 10e                    | Movistar Team          | Espagne                | + 30 min 57 s          |

| Classement par équipes | Classement par équipes | Classement par équipes | Classement par équipes |
| Équipe                 | Équipe                 | Pays                   | Temps                  |
| ---------------------- | ---------------------- | ---------------------- | ---------------------- |
| 1re                    | Belkin                 | Pays-Bas               | 99 h 38 min 25 s       |
| 2e                     | Lampre-Merida          | Italie                 | + 5 min 14 s           |
| 3e                     | BMC Racing Team        | États-Unis             | + 7 min 49 s           |
| 4e                     | FDJ.fr                 | France                 | + 7 min 57 s           |
| 5e                     | IAM Cycling            | Suisse                 | + 12 min 20 s          |
| 6e                     | Garmin-Sharp           | États-Unis             | + 18 min 37 s          |
| 7e                     | Sky                    | Royaume-Uni            | + 21 min 39 s          |
| 8e                     | Wanty-Groupe Gobert    | Belgique               | + 22 min 52 s          |
| 9e                     | Giant-Shimano          | Pays-Bas               | + 26 min 27 s          |
| 10e                    | Movistar Team          | Espagne                | + 30 min 57 s          |

### UCI World Tour
Ce Tour de Suisse attribue des points pour l'UCI World Tour 2014, seulement aux coureurs des équipes ayant un label ProTeam.
| Position           | 1er | 2e | 3e | 4e | 5e | 6e | 7e | 8e | 9e | 10e |
| Classement général | 100 | 80 | 70 | 60 | 50 | 40 | 30 | 20 | 10 | 4   |
| Par étape          | 6   | 4  | 2  | 1  | 1  |    |    |    |    |     |

| #  | Coureur         | Équipe                  | Points |
| -- | --------------- | ----------------------- | ------ |
| 1  | Rui Costa       | Lampre-Merida           | 108    |
| 2  | Bauke Mollema   | Belkin                  | 77     |
| 3  | Tony Martin     | Omega Pharma-Quick Step | 72     |
| 4  | Tom Dumoulin    | Giant-Shimano           | 58     |
| 5  | Steve Morabito  | BMC Racing              | 41     |
| 6  | Davide Formolo  | Cannondale              | 30     |
| 7  | Roman Kreuziger | Tinkoff-Saxo            | 24     |
| 8  | Peter Sagan     | Cannondale              | 14     |
| 9  | Janier Acevedo  | Garmin-Sharp            | 11     |
| 10 | Sacha Modolo    | Lampre-Merida           | 7      |

| Suite du classement (11-28) | Suite du classement (11-28) | Suite du classement (11-28) | Suite du classement (11-28) |
| --------------------------- | --------------------------- | --------------------------- | --------------------------- |
| #                           | Coureur                     | Équipe                      | Points                      |
| 11                          | Mark Cavendish              | Omega Pharma-Quick Step     | 6                           |
| 11                          | Esteban Chaves              | Orica-GreenEDGE             | 6                           |
| 11                          | Cameron Meyer               | Orica-GreenEDGE             | 6                           |
| 11                          | Matteo Trentin              | Omega Pharma-Quick Step     | 6                           |
| 15                          | Eros Capecchi               | Movistar                    | 5                           |
| 16                          | Michael Albasini            | Orica-GreenEDGE             | 4                           |
| 16                          | Daniele Bennati             | Tinkoff-Saxo                | 4                           |
| 16                          | Philip Deignan              | Sky                         | 4                           |
| 16                          | Juan José Lobato            | Movistar                    | 4                           |
| 20                          | Fabian Cancellara           | Trek Factory Racing         | 2                           |
| 20                          | John Degenkolb              | Giant-Shimano               | 2                           |
| 20                          | Rohan Dennis                | Garmin-Sharp                | 2                           |
| 20                          | Francesco Gavazzi           | Astana                      | 2                           |
| 20                          | Sergio Henao                | Sky                         | 2                           |
| 20                          | Alexander Kristoff          | Lampre-Merida               | 2                           |
| 20                          | Ben Swift                   | Sky                         | 2                           |
| 20                          | Lawrence Warbasse           | BMC Racing                  | 2                           |
| 28                          | Cadel Evans                 | BMC Racing                  | 1                           |
| 28                          | Domenico Pozzovivo          | AG2R La Mondiale            | 1                           |
| 28                          | José Joaquín Rojas          | Movistar                    | 1                           |
| 28                          | Oliver Zaugg                | Tinkoff-Saxo                | 1                           |

## Évolution des classements
| Étape              | Vainqueur          | Classement général | Classement par points | Classement de la montagne | Classement des Suisses | Classement par équipes | Prix de la combativité |
| ------------------ | ------------------ | ------------------ | --------------------- | ------------------------- | ---------------------- | ---------------------- | ---------------------- |
| 1                  | Tony Martin        | Tony Martin        | Tony Martin           | Non décerné               | Fabian Cancellara      | Garmin-Sharp           | Tony Martin            |
| 2                  | Cameron Meyer      | Tony Martin        | Peter Sagan           | Björn Thurau              | Mathias Frank          | Garmin-Sharp           | Lawrence Warbasse      |
| 3                  | Peter Sagan        | Tony Martin        | Peter Sagan           | Björn Thurau              | Mathias Frank          | Giant-Shimano          | Nino Schurter          |
| 4                  | Mark Cavendish     | Tony Martin        | Peter Sagan           | Björn Thurau              | Mathias Frank          | Giant-Shimano          | Laurens De Vreese      |
| 5                  | Sacha Modolo       | Tony Martin        | Peter Sagan           | Björn Thurau              | Mathias Frank          | Giant-Shimano          | Frederik Veuchelen     |
| 6                  | Matteo Trentin     | Tony Martin        | Peter Sagan           | Björn Thurau              | Mathias Frank          | Giant-Shimano          | Michael Albasini       |
| 7                  | Tony Martin        | Tony Martin        | Peter Sagan           | Björn Thurau              | Mathias Frank          | Giant-Shimano          | Tony Martin            |
| 8                  | Esteban Chaves     | Tony Martin        | Peter Sagan           | Björn Thurau              | Mathias Frank          | Lampre-Merida          | Danilo Wyss            |
| 9                  | Rui Costa          | Rui Costa          | Peter Sagan           | Björn Thurau              | Mathias Frank          | Belkin                 | Marcel Wyss            |
| Classements finals | Classements finals | Rui Costa          | Peter Sagan           | Björn Thurau              | Mathias Frank          | Belkin                 | –                      |

## Liste des participants
- Liste de départ complète

| Légende | Légende                                                                                                  | Légende | Légende                                                                                         |
| ------- | --- | ------- | ----------------------------------------------------------------------------------------------- |
| Num     | Dossard de départ porté par le coureur sur ce Tour de Suisse                                             | Pos     | Position finale au classement général                                                           |
|         | Indique le vainqueur du classement général                                                               |         | Indique le vainqueur du classement par points                                                   |
|         | Indique le vainqueur du classement de la montagne                                                        |         | Indique le meilleur Suisse                                                                      |
|         | Indique un maillot de champion national ou mondial, suivi de sa spécialité                               | #       | Indique la meilleure équipe                                                                     |
| NP      | Indique un coureur qui n'a pas pris le départ d'une étape, suivi du numéro de l'étape où il s'est retiré | AB      | Indique un coureur qui n'a pas terminé une étape, suivi du numéro de l'étape où il s'est retiré |
| HD      | Indique un coureur qui a terminé une étape hors des délais, suivi du numéro de l'étape                   |         |                                                                                                 |

| Lampre-Merida LAM | Lampre-Merida LAM             | Lampre-Merida LAM |
| ----------------- | ----------------------------- | ----------------- |
| Num               | Coureur                       | Pos               |
| 1                 | Rui Costa (POR) (Route) (Clm) | 1er               |
| 2                 | Andrea Palini (ITA)           | 121e              |
| 3                 | Mattia Cattaneo (ITA)         | AB-9              |
| 4                 | Sacha Modolo (ITA)            | AB-9              |
| 5                 | Maximiliano Richeze (ARG)     | AB-9              |
| 6                 | José Serpa (COL)              | 37e               |
| 7                 | Nélson Oliveira (POR)         | 63e               |
| 8                 | Rafael Valls (ESP)            | 14e               |

| Omega Pharma-Quick Step OPQ | Omega Pharma-Quick Step OPQ   | Omega Pharma-Quick Step OPQ |
| --------------------------- | ----------------------------- | --------------------------- |
| Num                         | Coureur                       | Pos                         |
| 11                          | Tom Boonen (BEL)              | NP-7                        |
| 12                          | Mark Cavendish (GBR)          | AB-9                        |
| 13                          | Tony Martin (GER) (Clm) (Clm) | 4e                          |
| 14                          | Mark Renshaw (AUS)            | AB-9                        |
| 15                          | Gert Steegmans (BEL)          | AB-9                        |
| 16                          | Niki Terpstra (NED)           | NP-6                        |
| 17                          | Matteo Trentin (ITA)          | 86e                         |
| 18                          | Martin Velits (SVK)           | 117e                        |

| Movistar MOV | Movistar MOV             | Movistar MOV |
| ------------ | ------------------------ | ------------ |
| Num          | Coureur                  | Pos          |
| 21           | Eros Capecchi (ITA)      | 10e          |
| 22           | Alex Dowsett (GBR) (Clm) | AB-9         |
| 23           | Ion Izagirre (ESP)       | 43e          |
| 24           | Pablo Lastras (ESP)      | AB-9         |
| 25           | Juan José Lobato (ESP)   | AB-9         |
| 26           | Javier Moreno (ESP)      | 32e          |
| 27           | Rubén Plaza (ESP)        | 49e          |
| 28           | José Joaquín Rojas (ESP) | 40e          |

| Katusha KAT | Katusha KAT                     | Katusha KAT |
| ----------- | ------------------------------- | ----------- |
| Num         | Coureur                         | Pos         |
| 31          | Alexandr Kolobnev (RUS)         | 36e         |
| 32          | Sergey Chernetskiy (RUS)        | 25e         |
| 33          | Vladimir Isaychev (RUS) (Route) | 110e        |
| 34          | Marco Haller (AUT)              | 118e        |
| 35          | Alexander Kristoff (NOR)        | 100e        |
| 36          | Aliaksandr Kuschynski (BLR)     | 57e         |
| 37          | Alexander Porsev (RUS)          | 98e         |
| 38          | Gatis Smukulis (LAT) (Clm)      | 97e         |

| Sky SKY | Sky SKY               | Sky SKY |
| ------- | --------------------- | ------- |
| Num     | Coureur               | Pos     |
| 41      | Bradley Wiggins (GBR) | NP-5    |
| 42      | Philip Deignan (IRL)  | 48e     |
| 43      | Joe Dombrowski (USA)  | 47e     |
| 44      | Sergio Henao (COL)    | NP-7    |
| 45      | Peter Kennaugh (GBR)  | AB-8    |
| 46      | Christian Knees (GER) | 38e     |
| 47      | Luke Rowe (GBR)       | AB-9    |
| 48      | Ben Swift (GBR)       | AB-9    |

| AG2R La Mondiale ALM | AG2R La Mondiale ALM     | AG2R La Mondiale ALM |
| -------------------- | ------------------------ | -------------------- |
| Num                  | Coureur                  | Pos                  |
| 51                   | Davide Appollonio (ITA)  | AB-9                 |
| 52                   | Patrick Gretsch (GER)    | AB-9                 |
| 53                   | Julian Kern (GER)        | AB-9                 |
| 54                   | Sébastien Minard (FRA)   | 77e                  |
| 55                   | Lloyd Mondory (FRA)      | 113e                 |
| 56                   | Domenico Pozzovivo (ITA) | NP-2                 |
| 57                   | Christophe Riblon (FRA)  | AB-9                 |
| 58                   | Sébastien Turgot (FRA)   | 116e                 |

| BMC Racing BMC | BMC Racing BMC              | BMC Racing BMC |
| -------------- | --------------------------- | -------------- |
| Num            | Coureur                     | Pos            |
| 61             | Cadel Evans (AUS)           | 11e            |
| 62             | Marcus Burghardt (GER)      | 76e            |
| 63             | Silvan Dillier (SUI)        | 44e            |
| 64             | Martin Kohler (SUI)         | 65e            |
| 65             | Steve Morabito (SUI)        | 6e             |
| 66             | Michael Schär (SUI) (Route) | 33e            |
| 67             | Lawrence Warbasse (USA)     | 78e            |
| 68             | Danilo Wyss (SUI)           | 72e            |

| Tinkoff-Saxo TCS | Tinkoff-Saxo TCS             | Tinkoff-Saxo TCS |
| ---------------- | ---------------------------- | ---------------- |
| Num              | Coureur                      | Pos              |
| 71               | Roman Kreuziger (CZE)        | 8e               |
| 72               | Daniele Bennati (ITA)        | 92e              |
| 73               | Manuele Boaro (ITA)          | 85e              |
| 74               | Matti Breschel (DEN)         | NP-9             |
| 75               | Michael Mørkøv (DEN) (Route) | 106e             |
| 76               | Chris Anker Sørensen (DEN)   | 99e              |
| 77               | Matteo Tosatto (ITA)         | 69e              |
| 78               | Oliver Zaugg (SUI)           | 21e              |

| Trek Factory Racing TFR | Trek Factory Racing TFR       | Trek Factory Racing TFR |
| ----------------------- | ----------------------------- | ----------------------- |
| Num                     | Coureur                       | Pos                     |
| 81                      | Fabian Cancellara (SUI) (Clm) | NP-9                    |
| 82                      | Matthew Busche (USA)          | NP-7                    |
| 83                      | Stijn Devolder (BEL) (Route)  | AB-2                    |
| 84                      | Laurent Didier (LUX)          | 64e                     |
| 85                      | Grégory Rast (SUI)            | 90e                     |
| 86                      | Andy Schleck (LUX)            | 29e                     |
| 87                      | Fränk Schleck (LUX)           | NP-3                    |
| 88                      | Danny van Poppel (NED)        | AB-9                    |

| Orica-GreenEDGE OGE | Orica-GreenEDGE OGE    | Orica-GreenEDGE OGE |
| ------------------- | ---------------------- | ------------------- |
| Num                 | Coureur                | Pos                 |
| 91                  | Michael Albasini (SUI) | 80e                 |
| 92                  | Sam Bewley (NZL)       | 112e                |
| 93                  | Esteban Chaves (COL)   | 16e                 |
| 94                  | Simon Clarke (AUS)     | 82e                 |
| 95                  | Matthew Goss (AUS)     | NP-6                |
| 96                  | Mathew Hayman (AUS)    | NP-9                |
| 97                  | Cameron Meyer (AUS)    | AB-9                |
| 98                  | Nino Schurter (SUI)    | 53e                 |

| Belkin BEL | Belkin BEL              | Belkin BEL |
| ---------- | ----------------------- | ---------- |
| Num        | Coureur                 | Pos        |
| 101        | Bauke Mollema (NED)     | 2e         |
| 102        | Stef Clement (NED)      | 23e        |
| 103        | Marc Goos (NED)         | NP-2       |
| 104        | Steven Kruijswijk (NED) | 27e        |
| 105        | Tom Leezer (NED)        | 83e        |
| 106        | Laurens ten Dam (NED)   | 13e        |
| 107        | Sep Vanmarcke (BEL)     | 75e        |
| 108        | Maarten Wynants (BEL)   | AB-9       |

| Garmin-Sharp GRS | Garmin-Sharp GRS        | Garmin-Sharp GRS |
| ---------------- | ----------------------- | ---------------- |
| Num              | Coureur                 | Pos              |
| 111              | Tom-Jelte Slagter (NED) | 45e              |
| 112              | Janier Acevedo (COL)    | 9e               |
| 113              | Nathan Brown (USA)      | 59e              |
| 114              | André Cardoso (POR)     | 22e              |
| 115              | Tom Danielson (USA)     | AB-9             |
| 116              | Rohan Dennis (AUS)      | 89e              |
| 117              | Benjamin King (USA)     | 41e              |
| 118              | Johan Vansummeren (BEL) | 67e              |

| Giant-Shimano GIA | Giant-Shimano GIA     | Giant-Shimano GIA |
| ----------------- | --------------------- | ----------------- |
| Num               | Coureur               | Pos               |
| 121               | John Degenkolb (GER)  | NP-7              |
| 122               | Warren Barguil (FRA)  | 30e               |
| 123               | Lawson Craddock (USA) | 62e               |
| 124               | Koen de Kort (NED)    | 71e               |
| 125               | Tom Dumoulin (NED)    | 5e                |
| 126               | Luka Mezgec (SLO)     | AB-9              |
| 127               | Georg Preidler (AUT)  | 39e               |
| 128               | Ramon Sinkeldam (NED) | 115e              |

| Cannondale CAN | Cannondale CAN            | Cannondale CAN |
| -------------- | ------------------------- | -------------- |
| Num            | Coureur                   | Pos            |
| 131            | Peter Sagan (SVK) (Route) | 68e            |
| 132            | Guillaume Boivin (CAN)    | 96e            |
| 133            | Davide Formolo (ITA)      | 7e             |
| 134            | Edward King (USA)         | 102e           |
| 135            | Moreno Moser (ITA)        | AB-6           |
| 136            | Daniele Ratto (ITA)       | AB-4           |
| 137            | Fabio Sabatini (ITA)      | 95e            |
| 138            | Cristiano Salerno (ITA)   | 73e            |

| Astana AST | Astana AST               | Astana AST |
| ---------- | ------------------------ | ---------- |
| Num        | Coureur                  | Pos        |
| 141        | Valerio Agnoli (ITA)     | AB-4       |
| 142        | Enrico Gasparotto (ITA)  | 28e        |
| 143        | Francesco Gavazzi (ITA)  | 56e        |
| 144        | Jacopo Guarnieri (ITA)   | 111e       |
| 145        | Maxim Iglinskiy (KAZ)    | AB-5       |
| 146        | Valentin Iglinskiy (KAZ) | 93e        |
| 147        | Fredrik Kessiakoff (SWE) | 109e       |
| 148        | Ruslan Tleubayev (KAZ)   | AB-6       |

| FDJ.fr FDJ | FDJ.fr FDJ               | FDJ.fr FDJ |
| ---------- | ------------------------ | ---------- |
| Num        | Coureur                  | Pos        |
| 151        | Thibaut Pinot (FRA)      | 15e        |
| 152        | Arnold Jeannesson (FRA)  | 19e        |
| 153        | Matthieu Ladagnous (FRA) | 58e        |
| 154        | Cédric Pineau (FRA)      | 81e        |
| 155        | Jérémy Roy (FRA)         | 46e        |
| 156        | Laurent Mangel (FRA)     | 119e       |
| 157        | Anthony Roux (FRA)       | 79e        |
| 158        | Geoffrey Soupe (FRA)     | 114e       |

| Lotto-Belisol LTB | Lotto-Belisol LTB         | Lotto-Belisol LTB |
| ----------------- | ------------------------- | ----------------- |
| Num               | Coureur                   | Pos               |
| 161               | Maxime Monfort (BEL)      | AB-2              |
| 162               | Sander Armée (BEL)        | 84e               |
| 163               | Vegard Breen (NOR)        | NP-9              |
| 164               | Kenny Dehaes (BEL)        | AB-6              |
| 165               | Gert Dockx (BEL)          | AB-9              |
| 166               | Tosh Van der Sande (BEL)  | 31e               |
| 167               | Jonas Van Genechten (BEL) | AB-9              |
| 168               | Jelle Vanendert (BEL)     | AB-4              |

| Europcar EUC | Europcar EUC              | Europcar EUC |
| ------------ | ------------------------- | ------------ |
| Num          | Coureur                   | Pos          |
| 171          | Giovanni Bernaudeau (FRA) | 88e          |
| 172          | Bryan Coquard (FRA)       | 101e         |
| 173          | Jimmy Engoulvent (FRA)    | AB-9         |
| 174          | Yohann Gène (FRA)         | 107e         |
| 175          | Christophe Kern (FRA)     | 105e         |
| 176          | Maxime Méderel (FRA)      | 61e          |
| 177          | Alexandre Pichot (FRA)    | 60e          |
| 178          | Björn Thurau (GER)        | 42e          |

| IAM | IAM                     | IAM  |
| --- | ----------------------- | ---- |
| Num | Coureur                 | Pos  |
| 181 | Mathias Frank (SUI)     | 2e   |
| 182 | Martin Elmiger (SUI)    | 66e  |
| 183 | Jonathan Fumeaux (SUI)  | 55e  |
| 184 | Heinrich Haussler (AUS) | 94e  |
| 185 | Reto Hollenstein (SUI)  | 50e  |
| 186 | Roger Kluge (GER)       | 120e |
| 187 | Johann Tschopp (SUI)    | 34e  |
| 188 | Marcel Wyss (SUI)       | 18e  |

| CCC Polsat Polkowice CCC | CCC Polsat Polkowice CCC | CCC Polsat Polkowice CCC |
| ------------------------ | ------------------------ | ------------------------ |
| Num                      | Coureur                  | Pos                      |
| 191                      | Davide Rebellin (ITA)    | 52e                      |
| 192                      | Tomasz Marczyński (POL)  | 24e                      |
| 193                      | Jarosław Marycz (POL)    | AB-6                     |
| 194                      | Łukasz Owsian (POL)      | 74e                      |
| 195                      | Maciej Paterski (POL)    | 103e                     |
| 196                      | Marek Rutkiewicz (POL)   | 51e                      |
| 197                      | Branislau Samoilau (BLR) | 54e                      |
| 198                      | Mateusz Taciak (POL)     | AB-9                     |

| MTN-Qhubeka MTN | MTN-Qhubeka MTN                  | MTN-Qhubeka MTN |
| --------------- | -------------------------------- | --------------- |
| Num             | Coureur                          | Pos             |
| 201             | Gerald Ciolek (GER)              | AB-8            |
| 202             | Linus Gerdemann (GER)            | 70e             |
| 203             | Jacques Janse van Rensburg (RSA) | AB-2            |
| 204             | Louis Meintjes (RSA) (Route)     | 26e             |
| 205             | Sergio Pardilla (ESP)            | 12e             |
| 206             | Daniel Teklehaimanot (ERI)       | AB-8            |
| 207             | Jay Robert Thomson (RSA)         | 108e            |
| 208             | Jacobus Venter (RSA)             | 104e            |

| Wanty-Groupe Gobert WGG | Wanty-Groupe Gobert WGG  | Wanty-Groupe Gobert WGG |
| ----------------------- | ------------------------ | ----------------------- |
| Num                     | Coureur                  | Pos                     |
| 211                     | Kevin Seeldraeyers (BEL) | 20e                     |
| 212                     | Jérôme Baugnies (BEL)    | AB-4                    |
| 213                     | Thomas Degand (BEL)      | 17e                     |
| 214                     | Francis De Greef (BEL)   | 35e                     |
| 215                     | Laurens De Vreese (BEL)  | 87e                     |
| 216                     | Michel Kreder (NED)      | AB-5                    |
| 217                     | Mirko Selvaggi (ITA)     | AB-9                    |
| 218                     | Frederik Veuchelen (BEL) | 91e                     |